# Contea di Sangzhi
La contea di Sangzhi (桑植县S, Sāngzhí XiànP) è una contea della Cina, situata nella provincia di Hunan e amministrata dalla prefettura di Zhangjiajie.